# Американо-китайські переговори на Алясці

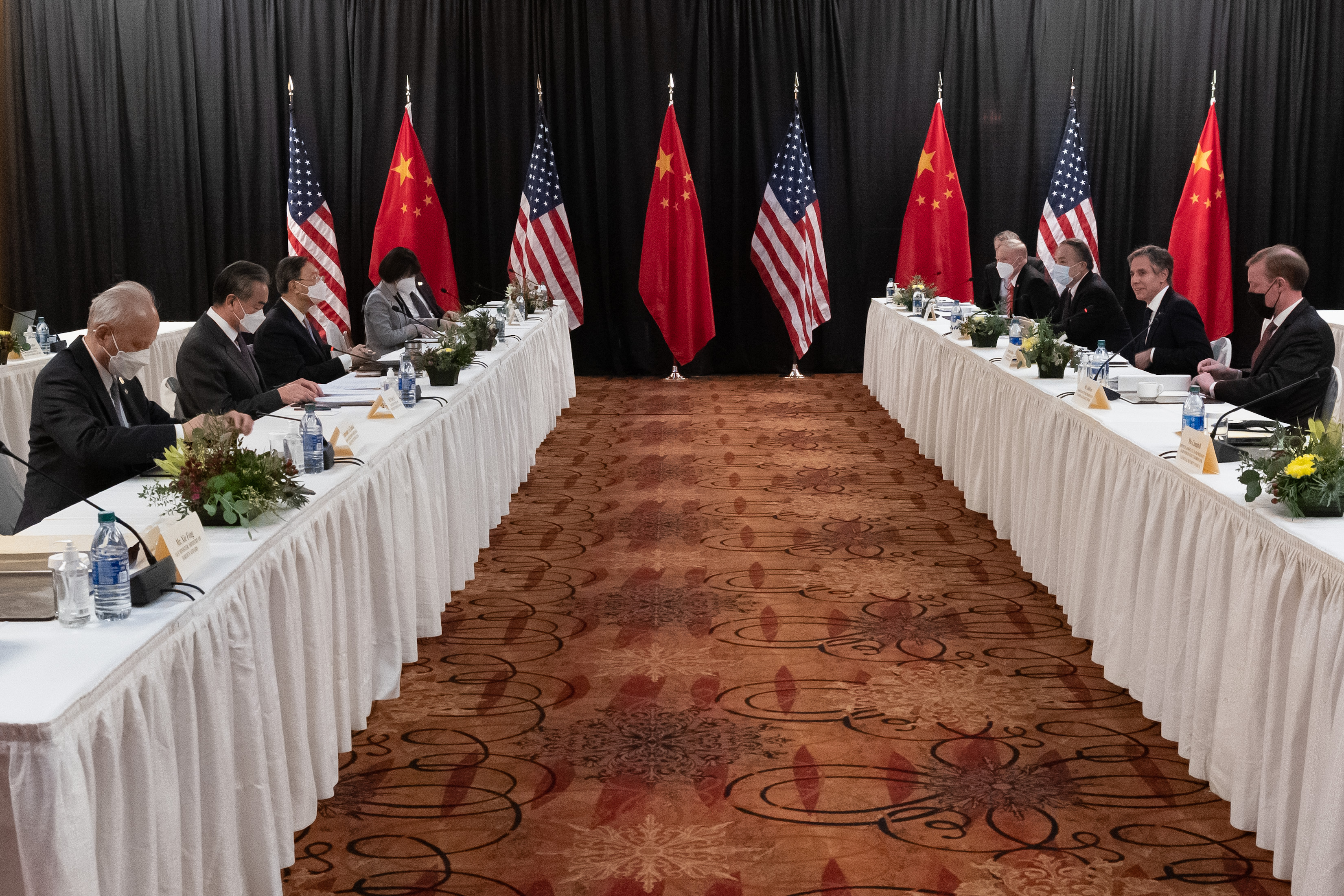
Делегати з Народної Республіки Китай (ліворуч) та Сполучених Штатів Америки (праворуч).

Американо-китайські переговори на Алясці, також відомі як аляські переговори або анкориджські зустрічі, були серією зустрічей між представниками Китаю та Сполученими Штатами для обговорення широкого спектра питань, що впливають на їхні відносини. Переговори проходили у трьох раундах протягом двох днів, з 18 по 19 березня 2021 року. Вони відбувалися в готелі Captain Cook в Анкориджі, Аляска. До американських посадовців, які брали участь у переговорах, належали Держсекретар Ентоні Блінкен та Національний радник з питань національної безпеки Джейк Салліван. До китайських посадовців, які брали участь у переговорах, входили Ян Цзєчи, член Політбюро Комуністичної партії Китаю, і міністр закордонних справ Ван Ї. Більшість переговорів проводилися за закритими дверима.
Після першого дня переговорів обидві сторони публічно висловили негативні коментарі про одна до іншої у ЗМІ. Після другого дня було досягнуто деякі угоди, і переговори були охарактеризовані як конструктивні та істотні.

## Контекст
Перед початком переговорів дипломатичні відносини між Китаєм та Сполученими Штатами були напруженими через різні позиції у торгівлі, кібершпигунстві та питаннях прав людини. Протягом тижня перед переговорами адміністрація Байдена зустрілася з Південною Кореєю, щоб підтвердити їх альянс, наклали санкції на високопосадових китайських посадовців разом з Великою Британією, ЄС та Канадою і зустрілися з іншими учасниками Чотиристороннього діалогу з питань безпеки. Баррі Павел з Атлантичної Ради зазначив, що ця послідовність зустрічей перед зустріччю США-Китай була спрямована на демонстрацію підходу адміністрації Байдена: консультування з союзниками та партнерами, представлення єдиного фронту і протидію тактиці Китаю «виділяти країни поодинці», в рамках стратегії «розділяй і володарюй».
Анкорідж був обраний містом через його розташування на середині шляху між Китаєм та Сполученими Штатами, що діє як пункт поповнення палива між двома країнами. Пан Чжунїн, спеціаліст з міжнародних відносин у Нантському університеті, зазначив, що проведення зустрічі саме там, на середині шляху між Пекіном і Вашингтоном, свідчить про «добру волю», але «вже дуже складно, що сторонам вдалося провести ці переговори всього за 50 днів після того, як Байден прийшов до влади». До цієї події китайські ЗМІ зображували ці переговори як крок до розрядки напруженості зі Сполученими Штатами після припинення правління адміністрації Трампа. Китайці, як повідомляється, сподівалися використати переговори, щоб домовитися про припинення торгових обмежень епохи Трампа.
Перед початком переговорів Сполучені Штати заявили, що зустріч буде одноразовою подією, яка буде використана для оприлюднення «довгого списку [США] проблем» щодо Китаю.

## Розмови
Перший день переговорів завершився взаємними публічними засудженнями обох сторін. Представники Китаю звинуватили Сполучені Штати у «поблажливості та лицемірстві», тоді як американці звинуватили китайців у «загрозі заснованому на правилах порядку, який підтримує глобальну стабільність» і розпочатому «наступі на основні цінності», таких як демократія та права людини. Ян Цзєчи відповів, заявивши, «що для Сполучених Штатів важливо змінити свій імідж і припинити просування власної демократії в решті світу». Далі Ян сказав, що Сполучені Штати та їхні союзники не представляють світову громадську думку, і звинуватив Сполучені Штати в тому, що вони є світовим лідером у кібершпигунстві. Обидві сторони звинуватили одна одну в порушенні дипломатичного протоколу.
Другий день конференції завершився без спільних заяв. Американці погодилися продовжувати підтримувати політику одного Китаю, водночас заявивши, що питання Тайваню є одним із тих, що «фундаментально розходиться» в американського уряду з китайським. Проте обидві сторони погодилися з цінністю використання переговорів як можливості почути та краще зрозуміти проблеми одна одної та продовжити співпрацю з питань, пов'язаних зі зміною клімату. Китайські представники повідомили ЗМІ, що переговори були «прямими, відвертими та конструктивними», а також підтвердили свою відданість «захистові [свого] національного суверенітету». Американські представники заявили, що переговори були «предметними, серйозними та прямими». Обидві сторони погодилися підтримувати відкриті канали для продовження діалогу та спілкування.
Після зустрічі Блінкен заявив ЗМІ, що намір Америки під час переговорів полягав у тому, щоб поділитися «суттєвою стурбованістю, яку ми маємо щодо ряду дій, які вжив Китай, і поведінки, яку він демонструє, — стурбованості, яку поділяють наші союзники та партнери. І ми також хотіли дуже чітко викласти нашу власну політику, пріоритети та світогляд, і ми це також зробили».

### Обговорювані питання
Питання, публічно підняті американцями, включали:
- Безпека Тайваню.[17]

- Передбачуване політичне придушення в Гонконгу.[13]

- Ймовірне переслідування уйгурів у Сіньцзяні.[13]

- Ймовірне китайське шпигунство в Сполучених Штатах, як-от витік даних Microsoft Exchange Server у 2021 році.[13]

- Передбачуваний економічний примус американських союзників, таких як Австралія.[20][21]

- Ймовірний військовий примус американських союзників і партнерів з боку Китаю.[21]

Питання, публічно підняті китайцями, включали:
- Ймовірне втручання у внутрішні справи Китаю під виглядом проблем з правами людини, наприклад у Гонконгу, Сіньцзяні та Тибеті.[12]
- Дотримання політики одного Китаю.[12]
- Передбачувані подвійні стандарти щодо боротьби з тероризмом щодо управління в Сіньцзяні.[12]
- Торгові санкції та тарифи, запроваджені під час і після торговельної війни між Китаєм і США.[12]
- Звинувачення Сполучених Штатів у лицемірстві щодо расових відносин і прав людини через протести «Black Lives Matter».[16]
- Передбачувана присутність «менталітету холодної війни» в американському уряді у справах з Китаєм.[21]

Прем'єр-міністр Канади Джастін Трюдо заявив, що він упевнений, що американська делегація винесе затримання Майкла Спавора і Майкла Ковріга як тему обговорення зі своїми китайськими співрозмовниками на переговорах.

## Вплив
Китайські державні ЗМІ, такі як Global Times і People's Daily, назвали ці переговори історичними, оскільки відзначили зміну відносин влади між двома країнами. Це сталося через відмову Китаю визнати, що Сполучені Штати можуть, з точки зору Китаю, вести переговори з позиції сили. Австралійсько-американське видання The Diplomat писало, що китайці, ймовірно, намагалися назавжди змінити переговорну позицію Америки з Китаєм, сигналізуючи, що Китай більше не сприйматиме жодної прямої критики та тепер вимагає поваги в контексті нового типу великої держави.

#### Стосунки[24]

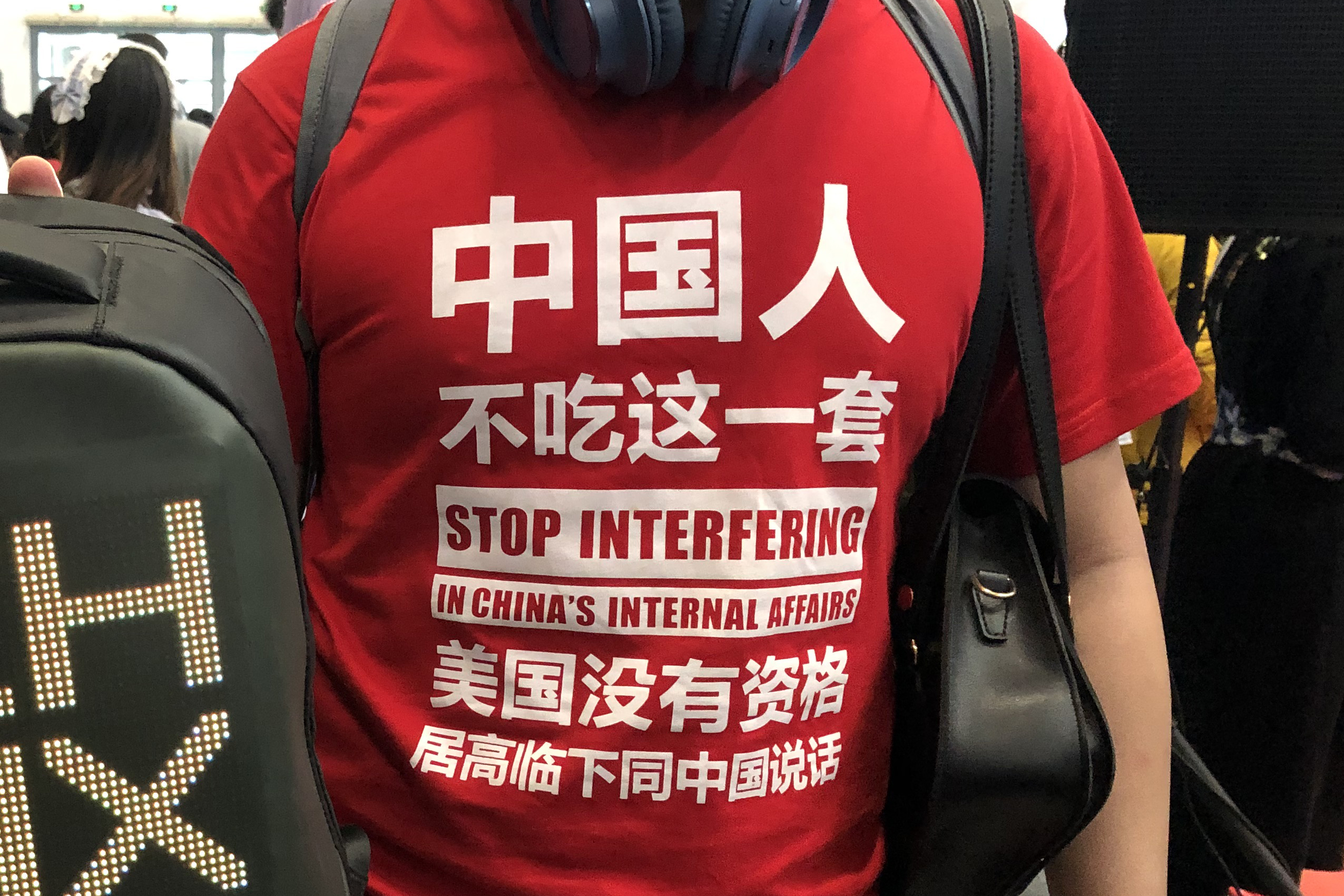
«Припиніть втручатися у внутрішні справи Китаю", цитата Яна Цзєчи під час переговорів, на червоній футболці.

Консервативне американське видання The National Interest заявило, що Китай, ймовірно, отримав «неправильне повідомлення» від зустрічі, не продемонструвавши визнання того, що американські учасники переговорів також представляють інтереси та проблеми союзників Америки. The Washington Post заявила, що переговори розвіяли будь-які «ілюзії перезавантаження американсько-китайських відносин» після припинення правління адміністрації Трампа.
У Китаї переговори підсилили антиамериканський націоналізм, і, як повідомляється, добре продавалися товари, які цитували заяви Ян і Ван під час переговорів. Заява Янга про те, що його колеги зі Сполучених Штатів «не мали кваліфікації… щоб говорити з Китаєм з позиції сили», була відзначена китайськими коментаторами та широко цитована як приклад протистояння Китаю імперіалістам.
За зустріччю на Алясці через два дні відбувся візит до Китаю російського міністра закордонних справ Сергія Лаврова, який багато хто сприйняв як ознаку зміцнення китайсько-російських відносин. Візит, який китайці представили як відповідь на «оточення» США, включав обговорення відмови від використання долара США в торгівлі.